# Thomas Bersinger
Thomas Bersinger (Pau, 4 dicembre 1985) è un caiachista francese e argentino, specializzato nella disciplina del caiacco slalom.

## Biografia
È nato in Francia e compete per la nazionale argentina dal 2013. E' residente a Pau, sua città natale, dove si allena.
Ai mondiali di Rio de Janeiro 2018 ha ottenuto medaglia di bronzo nella specialità del K1 Extreme, terminando alle spalle dell'italiano Christian De Dionigi e del francese Boris Neveu.

## Palmarès
- Mondiali

Rio de Janeiro 2018: bronzo nel K1 Extreme